# Douglas Walker
Douglas Walker (Reino Unido, 28 de julio de 1973) es un atleta británico, especializado en carreras de velovidad, como la prueba de 4 x 100 m en la que llegó a ser medallista de bronce mundial en 1997, o los 200 m en la que fue campeón europeo en 1998.

## Carrera deportiva
En el Mundial de Atenas 1997 ganó la medalla de bronce en los relevos 4 x 100 metros, con un tiempo de 38.14 segundos, tras Canadá y por delante de Nigeria, siendo sus compañeros de equipo: Darren Braithwaite, Darren Campbell y Julian Golding.
Al año siguiente, en el Campeonato Europeo de Atletismo de 1998 ganó el oro en los 200 metros, con un tiempo de 20.53 segundos, llegando a meta por delante de sus compatriotas británicos Douglas Turner y Julian Golding (bronce con 20.72 s).